# 松下烏石
松下 烏石（まつした うせき、男性、元禄12年（1699年） - 安永8年9月23日（1779年11月1日））は、江戸時代中期の日本の書家である。
名は辰、字は君岳・神力・龍仲など。号は烏石の他に菽竇処士・青蘿主人・東海陳人・白玉斎など。修姓を葛として葛烏石・葛辰とも称した。江戸の人。

## 略伝
幕臣の松下常親の次男として生まれる。書は佐々木玄竜・文山兄弟に学んだ。欧陽詢の流れを汲んだ唐様の書法だったという。また詩文を服部南郭に学んでいる。表面にカラスの模様のある天然石を磐井神社（東京都大田区大森）に寄進したことで知られる。この石は「烏石」と呼ばれ評判となり、多くの文人墨客が見学に訪れたという。
江戸古川に住んでいたが明和年間に京都に移り西本願寺の賓客として晩年を送る『消間印譜』、その他多数の法帖を刊行している。門弟に韓天寿や脇田赤峰などがいる。